# Sphallambyx mexicanum
Sphallambyx mexicanum là một loài bọ cánh cứng trong họ Cerambycidae.